# Последен изход: Наследство
„Последен изход: Наследство“ (на английски: Final Destination Bloodlines) е американски свръхестествен филм на ужасите от 2025 г., шестата част от филмовата поредица „Последен изход“. Режисьори са Зак Липовски и Адам Стейн, а сценарият е на Гай Бъзик и Лори Евънс Тейлър. Филмът е продуциран от „Ню Лайн Синема“ и излиза по кината в Съединените щати на 16 май 2025 г. в разпространение от „Уорнър Брос Пикчърс“.

## Актьорски състав
- Кейтлин Санта Хуана – Стефани Рийс[4]
- Тио Брионес[4]
- Тио Брионес – Чарли Рийс
- Ричард Хармън – Ерик Кемпбъл
- Оуен Патрик Джойнър – Боби Кемпбъл
- Рия Килстед – Дарлий Кемпбъл
- Ана Лор – Джулия Кемпбъл
- Гейбриъл Роуз – Айрис Кемпбъл
  - Брек Бесинджър – Айрис като млада[4]
- Тони Тод – Уилям Блъдуърт
  - Джейдън Ония – Уилям като млад
- Тинпо Лий – Марти Рийс
- Ейприл Телек – Бренда Кемпбъл
- Алекс Захара – Хауърд Кемпбъл
- Макс Лойд-Джоунс – Пол Кемпбъл
- Брена Лъулин – Вал